# Login Golenisjtjev-Kutuzov
Login Ivanovitj Golenisjtjev-Kutuzov (ryska: Логин Иванович Голенищев-Кутузов), född 1769, död 1845, var en rysk sjöofficer och kartograf.
Golenisjtjev-Kutuzov tjänstgjorde vid ryska flottan och deltog i det svenska sjökriget 1788–89 (under Gustav III:s ryska krig). Han var därefter anställd i sjökrigsministeriet och utgav bland annat en atlas för sjöfarten från Vita havet till Engelska kanalen och Östersjön (1800).